# مسابقات قهرمانی وزنه‌برداری اروپا (۲۰۱۴)
مسابقات قهرمانی وزنه‌برداری اروپا (۲۰۱۴) از ۳ آوریل تا ۱۳ آوریل ۲۰۱۴ در تل‌آویو، اسرائیل برگزار شد.

## برنامه
تمامی زمان‌ها محلی هستند (UTC+3).
| تاریخ                   | زمان          | دور                |
| ----------------------- | ------------- | ------------------ |
| - شنبه - ۵ آوریل ۲۰۱۴   | ۱۰:۰۰ – ۱۲:۰۰ | ۴۸ ک‌گ زنان گروه B  |
| - شنبه - ۵ آوریل ۲۰۱۴   | ۱۳:۰۰ – ۱۵:۰۰ | ۵۶ ک‌گ مردان گروه B |
| - شنبه - ۵ آوریل ۲۰۱۴   | ۱۶:۰۰ – ۱۶:۳۰ | مراسم افتتاحیه     |
| - شنبه - ۵ آوریل ۲۰۱۴   | ۱۷:۰۰ – ۱۹:۰۰ | ۴۸ ک‌گ زنان گروه A  |
| - شنبه - ۵ آوریل ۲۰۱۴   | ۲۰:۰۰ – ۲۲:۰۰ | ۵۶ ک‌گ مردان گروه A |
| - یکشنبه - ۶ آوریل ۲۰۱۴ | ۱۱:۰۰ – ۱۲:۳۰ | ۵۸ ک‌گ زنان گروه C  |
| - یکشنبه - ۶ آوریل ۲۰۱۴ | ۱۳:۰۰ – ۱۴:۳۰ | ۵۳ ک‌گ زنان گروه B  |
| - یکشنبه - ۶ آوریل ۲۰۱۴ | ۱۵:۰۰ – ۱۷:۰۰ | ۶۲ ک‌گ مردان گروه B |
| - یکشنبه - ۶ آوریل ۲۰۱۴ | ۱۷:۰۰ – ۱۹:۰۰ | ۵۳ ک‌گ زنان گروه A  |
| - یکشنبه - ۶ آوریل ۲۰۱۴ | ۲۰:۰۰ – ۲۲:۰۰ | ۶۲ ک‌گ مردان گروه A |
| - دوشنبه - ۷ آوریل ۲۰۱۴ | ۱۰:۰۰ – ۱۱:۳۰ | ۶۳ ک‌گ زنان گروه C  |
| - دوشنبه - ۷ آوریل ۲۰۱۴ | ۱۱:۳۰ – ۱۳:۳۰ | ۵۸ ک‌گ زنان گروه B  |
| - دوشنبه - ۷ آوریل ۲۰۱۴ | ۱۳:۳۰ – ۱۵:۳۰ | ۶۹ ک‌گ مردان گروه B |
| - دوشنبه - ۷ آوریل ۲۰۱۴ | ۱۶:۳۰ – ۱۸:۳۰ | ۵۸ ک‌گ زنان گروه A  |
| - دوشنبه - ۷ آوریل ۲۰۱۴ | ۱۹:۳۰ – ۲۱:۳۰ | ۶۹ ک‌گ مردان گروه A |
| - سه‌شنبه - ۸ آوریل ۲۰۱۴ | ۰۹:۰۰ – ۱۰:۰۰ | ۶۹ ک‌گ زنان گروه C  |
| - سه‌شنبه - ۸ آوریل ۲۰۱۴ | ۱۰:۰۰ – ۱۱:۳۰ | ۷۷ ک‌گ مردان گروه C |
| - سه‌شنبه - ۸ آوریل ۲۰۱۴ | ۱۱:۳۰ – ۱۳:۳۰ | ۶۳ ک‌گ زنان گروه B  |
| - سه‌شنبه - ۸ آوریل ۲۰۱۴ | ۱۳:۳۰ – ۱۵:۳۰ | ۷۷ ک‌گ مردان گروه B |
| - سه‌شنبه - ۸ آوریل ۲۰۱۴ | ۱۶:۳۰ – ۱۸:۳۰ | ۶۳ ک‌گ زنان گروه A  |
| - سه‌شنبه - ۸ آوریل ۲۰۱۴ | ۱۹:۳۰ – ۲۱:۳۰ | ۷۷ ک‌گ مردان گروه A |

| تاریخ                     | زمان          | دور                  |
| ------------------------- | ------------- | -------------------- |
| - چهارشنبه - ۹ آوریل ۲۰۱۴ | ۱۰:۰۰ – ۱۱:۳۰ | ۸۵ ک‌گ مردان گروه C   |
| - چهارشنبه - ۹ آوریل ۲۰۱۴ | ۱۱:۳۰ – ۱۳:۳۰ | ۶۹ ک‌گ زنان گروه B    |
| - چهارشنبه - ۹ آوریل ۲۰۱۴ | ۱۳:۳۰ – ۱۵:۳۰ | ۸۵ ک‌گ مردان گروه B   |
| - چهارشنبه - ۹ آوریل ۲۰۱۴ | ۱۶:۳۰ – ۱۸:۳۰ | ۶۹ ک‌گ زنان گروه A    |
| - چهارشنبه - ۹ آوریل ۲۰۱۴ | ۱۹:۳۰ – ۲۱:۳۰ | ۸۵ ک‌گ مردان گروه A   |
| - پنج‌شنبه - ۱۰ آوریل ۲۰۱۴ | ۱۴:۳۰ – ۱۶:۳۰ | ۹۴ ک‌گ مردان گروه C   |
| - پنج‌شنبه - ۱۰ آوریل ۲۰۱۴ | ۱۶:۳۰ – ۱۸:۳۰ | ۷۵ ک‌گ زنان گروه B    |
| - پنج‌شنبه - ۱۰ آوریل ۲۰۱۴ | ۱۹:۳۰ – ۲۱:۳۰ | ۷۵ ک‌گ زنان گروه A    |
| - جمعه - ۱۱ آوریل ۲۰۱۴    | ۱۱:۳۰ – ۱۲:۳۰ | ۱۰۵ ک‌گ مردان گروه C  |
| - جمعه - ۱۱ آوریل ۲۰۱۴    | ۱۲:۳۰ – ۱۴:۳۰ | +۷۵ ک‌گ زنان گروه B   |
| - جمعه - ۱۱ آوریل ۲۰۱۴    | ۱۴:۳۰ – ۱۶:۳۰ | ۹۴ ک‌گ مردان گروه B   |
| - جمعه - ۱۱ آوریل ۲۰۱۴    | ۱۶:۳۰ – ۱۸:۳۰ | +۱۰۵ ک‌گ مردان گروه B |
| - جمعه - ۱۱ آوریل ۲۰۱۴    | ۱۹:۳۰ – ۲۱:۳۰ | ۹۴ ک‌گ مردان گروه A   |
| - شنبه - ۱۲ آوریل ۲۰۱۴    | ۹:۳۰ – ۱۱:۰۰  | ۱۰۵ ک‌گ مردان گروه B  |
| - شنبه - ۱۲ آوریل ۲۰۱۴    | ۱۲:۳۰ – ۱۴:۳۰ | ۱۰۵ ک‌گ مردان گروه A  |
| - شنبه - ۱۲ آوریل ۲۰۱۴    | ۱۵:۰۰ – ۱۷:۰۰ | +۷۵ ک‌گ زنان گروه A   |
| - شنبه - ۱۲ آوریل ۲۰۱۴    | ۱۸:۰۰ – ۲۰:۰۰ | +۱۰۵ ک‌گ مردان گروه A |
| - شنبه - ۱۲ آوریل ۲۰۱۴    | ۱۹:۳۰ – ۲۱:۳۰ | مراسم اختتامیه       |

## نمای کلی مدال

### مردان
| وزن      |       | طلا                            | طلا    | نقره                      | نقره   | برنز                      | برنز   |
| – ۵۶ ک‌گ  | یک‌ضرب | فلورین کرویتورو (ROM)          | ۱۲۲ ک‌گ | İsmet Algül (TUR)         | ۱۱۵ ک‌گ | Tom Goegebuer (BEL)       | ۱۱۵ ک‌گ |
| – ۵۶ ک‌گ  | دوضرب | سمبات مارگاریان (ARM)          | ۱۴۷ ک‌گ | Oleg Sîrghi (MDA)         | ۱۴۶ ک‌گ | میرکو سکارانتینو (ITA)    | ۱۴۳ ک‌گ |
| – ۵۶ ک‌گ  | مجموع | فلورین کرویتورو (ROM)          | ۲۵۹ ک‌گ | میرکو سکارانتینو (ITA)    | ۲۵۷ ک‌گ | سمبات مارگاریان (ARM)     | ۲۵۶ ک‌گ |
| – ۶۲ ک‌گ  | یک‌ضرب | Ivaylo Filev (BUL)             | ۱۳۶ ک‌گ | Bünyamin Sezer (TUR)      | ۱۳۵ ک‌گ | Stanislav Chadovich (BLR) | ۱۳۵ ک‌گ |
| – ۶۲ ک‌گ  | دوضرب | Ivaylo Filev (BUL)             | ۱۶۳ ک‌گ | Stoyan Enev (BUL)         | ۱۶۰ ک‌گ | Stanislav Chadovich (BLR) | ۱۵۸ ک‌گ |
| – ۶۲ ک‌گ  | مجموع | Ivaylo Filev (BUL)             | ۲۹۹ ک‌گ | Stanislav Chadovich (BLR) | ۲۹۳ ک‌گ | Stoyan Enev (BUL)         | ۲۸۶ ک‌گ |
| – ۶۹ ک‌گ  | یک‌ضرب | اولگ چن (RUS)                  | ۱۵۱ ک‌گ | Serghei Cechir (MDA)      | ۱۴۳ ک‌گ | Feliks Khalibekov (RUS)   | ۱۴۳ ک‌گ |
| – ۶۹ ک‌گ  | دوضرب | اولگ چن (RUS)                  | ۱۷۶ ک‌گ | Vanik Avetisyan (ARM)     | ۱۷۵ ک‌گ | Serghei Cechir (MDA)      | ۱۷۲ ک‌گ |
| – ۶۹ ک‌گ  | مجموع | اولگ چن (RUS)                  | ۳۲۷ ک‌گ | Vanik Avetisyan (ARM)     | ۳۱۵ ک‌گ | Serghei Cechir (MDA)      | ۳۱۵ ک‌گ |
| – ۷۷ ک‌گ  | یک‌ضرب | تیگران گئورگ مارتیروسیان (ARM) | ۱۵۷ ک‌گ | دنیل گودلی (ALB)          | ۱۵۷ ک‌گ | Erkand Qerimaj (ALB)      | ۱۵۵ ک‌گ |
| – ۷۷ ک‌گ  | دوضرب | Erkand Qerimaj (ALB)           | ۱۹۴ ک‌گ | دنیل گودلی (ALB)          | ۱۹۲ ک‌گ | Razmik Unanian (RUS)      | ۱۹۲ ک‌گ |
| – ۷۷ ک‌گ  | مجموع | Erkand Qerimaj (ALB)           | ۳۴۹ ک‌گ | دنیل گودلی (ALB)          | ۳۴۹ ک‌گ | Razmik Unanian (RUS)      | ۳۴۴ ک‌گ |
| – ۸۵ ک‌گ  | یک‌ضرب | Ivan Markov (BUL)              | ۱۷۵ ک‌گ | بنجامین انکن (FRA)        | ۱۶۱ ک‌گ | Karen Tovmasyan (NED)     | ۱۵۶ ک‌گ |
| – ۸۵ ک‌گ  | دوضرب | Ivan Markov (BUL)              | ۲۱۰ ک‌گ | بنجامین انکن (FRA)        | ۲۰۶ ک‌گ | Aghasi Aghasyan (ARM)     | ۱۹۵ ک‌گ |
| – ۸۵ ک‌گ  | مجموع | Ivan Markov (BUL)              | ۳۸۵ ک‌گ | بنجامین انکن (FRA)        | ۳۶۷ ک‌گ | Aghasi Aghasyan (ARM)     | ۳۴۵ ک‌گ |
| – ۹۴ ک‌گ  | یک‌ضرب | آدریان زیلینسکی (POL)          | ۱۸۰ ک‌گ | Vasil Gospodinov (BUL)    | ۱۷۴ ک‌گ | Redon Manushi (FRA)       | ۱۷۰ ک‌گ |
| – ۹۴ ک‌گ  | دوضرب | توماش ژیلینسکی (POL)           | ۲۱۰ ک‌گ | آدریان زیلینسکی (POL)     | ۲۱۰ ک‌گ | Vasil Gospodinov (BUL)    | ۲۰۵ ک‌گ |
| – ۹۴ ک‌گ  | مجموع | آدریان زیلینسکی (POL)          | ۳۹۰ ک‌گ | توماش ژیلینسکی (POL)      | ۳۸۰ ک‌گ | Vasil Gospodinov (BUL)    | ۳۷۹ ک‌گ |
| – ۱۰۵ ک‌گ | یک‌ضرب | آندری آرامنائو (BLR)           | ۱۸۴ ک‌گ | Andrey Demanov (RUS)      | ۱۸۳ ک‌گ | Timur Naniev (RUS)        | ۱۸۲ ک‌گ |
| – ۱۰۵ ک‌گ | دوضرب | Timur Naniev (RUS)             | ۲۲۲ ک‌گ | Andrey Demanov (RUS)      | ۲۲۲ ک‌گ | آرتورس پلسنیکس (LAT)      | ۲۱۸ ک‌گ |
| – ۱۰۵ ک‌گ | مجموع | Andrey Demanov (RUS)           | ۴۰۵ ک‌گ | Timur Naniev (RUS)        | ۴۰۴ ک‌گ | آندری آرامنائو (BLR)      | ۳۹۶ ک‌گ |
| + ۱۰۵ ک‌گ | یک‌ضرب | الکسی لوچف (RUS)               | ۲۰۵ ک‌گ | مارسین دولگا (POL)        | ۱۹۲ ک‌گ | Gennady Muratov (RUS)     | ۱۹۱ ک‌گ |
| + ۱۰۵ ک‌گ | دوضرب | الکسی لوچف (RUS)               | ۲۵۲ ک‌گ | روبن آلکسانیان (ARM)      | ۲۴۶ ک‌گ | مارت سیم (EST)            | ۲۳۶ ک‌گ |
| + ۱۰۵ ک‌گ | مجموع | الکسی لوچف (RUS)               | ۴۵۷ ک‌گ | روبن آلکسانیان (ARM)      | ۴۳۶ ک‌گ | Almir Velagic (GER)       | ۴۲۳ ک‌گ |

### زنان
| وزن     |       | طلا                    | طلا    | نقره                    | نقره   | برنز                   | برنز   |
| – ۴۸ ک‌گ | یک‌ضرب | جنی پاگلیارو (ITA)     | ۸۲ ک‌گ  | مارژینا کارپینسکا (POL) | ۸۱ ک‌گ  | Iana Diachenko (UKR)   | ۸۱ ک‌گ  |
| – ۴۸ ک‌گ | دوضرب | جنی پاگلیارو (ITA)     | ۹۸ ک‌گ  | مارژینا کارپینسکا (POL) | ۹۶ ک‌گ  | Iana Diachenko (UKR)   | ۹۴ ک‌گ  |
| – ۴۸ ک‌گ | مجموع | جنی پاگلیارو (ITA)     | ۱۸۰ ک‌گ | مارژینا کارپینسکا (POL) | ۱۷۷ ک‌گ | Iana Diachenko (UKR)   | ۱۷۵ ک‌گ |
| – ۵۳ ک‌گ | یک‌ضرب | یولیا پاراتووا (UKR)   | ۸۸ ک‌گ  | Manon Lorentz (FRA)     | ۸۴ ک‌گ  | Maya Ivanova (BUL)     | ۸۳ ک‌گ  |
| – ۵۳ ک‌گ | دوضرب | Ayşegül Çoban (TUR)    | ۱۱۴ ک‌گ | یولیا پاراتووا (UKR)    | ۱۰۶ ک‌گ | Maya Ivanova (BUL)     | ۱۰۲ ک‌گ |
| – ۵۳ ک‌گ | مجموع | Ayşegül Çoban (TUR)    | ۱۹۵ ک‌گ | یولیا پاراتووا (UKR)    | ۱۹۴ ک‌گ | Maya Ivanona (BUL)     | ۱۸۵ ک‌گ |
| – ۵۸ ک‌گ | یک‌ضرب | الینا شادرینا (RUS)    | ۹۷ ک‌گ  | لوردانا توما (ROM)      | ۹۶ ک‌گ  | Mariia Lubina (RUS)    | ۹۱ ک‌گ  |
| – ۵۸ ک‌گ | دوضرب | الینا شادرینا (RUS)    | ۱۱۵ ک‌گ | لوردانا توما (ROM)      | ۱۱۵ ک‌گ | Zoe Smith (GBR)        | ۱۱۴ ک‌گ |
| – ۵۸ ک‌گ | مجموع | الینا شادرینا (RUS)    | ۲۱۲ ک‌گ | لوردانا توما (ROM)      | ۲۱۱ ک‌گ | Zoe Smith (GBR)        | ۲۰۴ ک‌گ |
| – ۶۳ ک‌گ | یک‌ضرب | تیما توریوا (RUS)      | ۱۰۵ ک‌گ | یولیا کالینا (UKR)      | ۱۰۳ ک‌گ | Nadezda Lomova (RUS)   | ۱۰۳ ک‌گ |
| – ۶۳ ک‌گ | دوضرب | تیما توریوا (RUS)      | ۱۳۱ ک‌گ | Nadezda Lomova (RUS)    | ۱۳۰ ک‌گ | یولیا کالینا (UKR)     | ۱۲۵ ک‌گ |
| – ۶۳ ک‌گ | مجموع | تیما توریوا (RUS)      | ۲۳۶ ک‌گ | Nadezda Lomova (RUS)    | ۲۳۳ ک‌گ | یولیا کالینا (UKR)     | ۲۲۸ ک‌گ |
| – ۶۹ ک‌گ | یک‌ضرب | Dzina Sazanavets (BLR) | ۱۱۵ ک‌گ | Mădălina Molie (ROM)    | ۱۰۵ ک‌گ | نادیا میرونیوک (UKR)   | ۱۰۴ ک‌گ |
| – ۶۹ ک‌گ | دوضرب | Dzina Sazanavets (BLR) | ۱۳۰ ک‌گ | میلکا مانوا (BUL)       | ۱۲۵ ک‌گ | نادیا میرونیوک (UKR)   | ۱۲۳ ک‌گ |
| – ۶۹ ک‌گ | مجموع | Dzina Sazanavets (BLR) | ۲۴۵ ک‌گ | میلکا مانوا (BUL)       | ۲۲۸ ک‌گ | نادیا میرونیوک (UKR)   | ۲۲۷ ک‌گ |
| – ۷۵ ک‌گ | یک‌ضرب | لیدیا والنتین (ESP)    | ۱۲۱ ک‌گ | Oxana Karpunenko (RUS)  | ۱۲۱ ک‌گ | Natalia Priscepa (MDA) | ۱۰۲ ک‌گ |
| – ۷۵ ک‌گ | دوضرب | لیدیا والنتین (ESP)    | ۱۴۷ ک‌گ | Oxana Karpunenko (RUS)  | ۱۴۳ ک‌گ | Ewa Mizdal (POL)       | ۱۲۹ ک‌گ |
| – ۷۵ ک‌گ | مجموع | لیدیا والنتین (ESP)    | ۲۶۸ ک‌گ | Oxana Karpunenko (RUS)  | ۲۶۴ ک‌گ | Ewa Mizdal (POL)       | ۲۳۰ ک‌گ |
| + ۷۵ ک‌گ | یک‌ضرب | تاتیانا کاشیرینا (RUS) | ۱۴۳ ک‌گ | Yulia Konovalova (RUS)  | ۱۱۵ ک‌گ | آندرئا آنه‌ای (ROU)     | ۱۱۱ ک‌گ |
| + ۷۵ ک‌گ | دوضرب | تاتیانا کاشیرینا (RUS) | ۱۸۰ ک‌گ | Yulia Konovalova (RUS)  | ۱۵۰ ک‌گ | آندرئا آنه‌ای (ROU)     | ۱۳۸ ک‌گ |
| + ۷۵ ک‌گ | مجموع | تاتیانا کاشیرینا (RUS) | ۳۲۳ ک‌گ | Yulia Konovalova (RUS)  | ۲۶۵ ک‌گ | آندرئا آنه‌ای (ROU)     | ۲۴۹ ک‌گ |

## جدول‌های مدال‌ها
رده‌بندی بر پایه مدال‌های بزرگ (مجموعه نتیجه)
| رتبه            | کشور                 | طلا | نقره | برنز | مجموع |
| --------------- | -------------------- | --- | ---- | ---- | ----- |
| ۱               | روسیه (RUS)          | ۶   | ۴    | ۱    | ۱۱    |
| ۲               | بلغارستان (BUL)      | ۲   | ۱    | ۳    | ۶     |
| ۳               | لهستان (POL)         | ۱   | ۲    | ۱    | ۴     |
| ۴               | بلاروس (BLR)         | ۱   | ۱    | ۱    | ۳     |
| ۴               | رومانی (ROM)         | ۱   | ۱    | ۱    | ۳     |
| ۶               | آلبانی (ALB)         | ۱   | ۱    | ۰    | ۲     |
| ۶               | ایتالیا (ITA)        | ۱   | ۱    | ۰    | ۲     |
| ۸               | اسپانیا (ESP)        | ۱   | ۰    | ۰    | ۱     |
| ۸               | ترکیه (TUR)          | ۱   | ۰    | ۰    | ۱     |
| ۱۰              | ارمنستان (ARM)       | ۰   | ۲    | ۲    | ۴     |
| ۱۱              | اوکراین (UKR)        | ۰   | ۱    | ۳    | ۴     |
| ۱۲              | فرانسه (FRA)         | ۰   | ۱    | ۰    | ۱     |
| ۱۳              | آلمان (GER)          | ۰   | ۰    | ۱    | ۱     |
| ۱۳              | بریتانیای کبیر (GBR) | ۰   | ۰    | ۱    | ۱     |
| ۱۳              | مولدووا (MDA)        | ۰   | ۰    | ۱    | ۱     |
| مجموع (۱۵ کشور) | مجموع (۱۵ کشور)      | ۱۵  | ۱۵   | ۱۵   | ۴۵    |

رده‌بندی بر پایه کل مدال‌ها: «بزرگ» (مجموع نتیجه) و «کوچک» (یک‌ضرب و دوضرب)
| رتبه            | کشور                 | طلا | نقره | برنز | مجموع |
| --------------- | -------------------- | --- | ---- | ---- | ----- |
| ۱               | روسیه (RUS)          | ۱۷  | ۱۱   | ۷    | ۳۵    |
| ۲               | بلغارستان (BUL)      | ۶   | ۴    | ۶    | ۱۶    |
| ۳               | بلاروس (BLR)         | ۴   | ۱    | ۳    | ۸     |
| ۴               | لهستان (POL)         | ۳   | ۶    | ۲    | ۱۱    |
| ۵               | ایتالیا (ITA)        | ۳   | ۱    | ۱    | ۵     |
| ۶               | اسپانیا (ESP)        | ۳   | ۰    | ۰    | ۳     |
| ۷               | ارمنستان (ARM)       | ۲   | ۴    | ۳    | ۹     |
| ۷               | رومانی (ROM)         | ۲   | ۴    | ۳    | ۹     |
| ۹               | آلبانی (ALB)         | ۲   | ۳    | ۱    | ۶     |
| ۱۰              | ترکیه (TUR)          | ۲   | ۲    | ۰    | ۴     |
| ۱۱              | اوکراین (UKR)        | ۱   | ۳    | ۸    | ۱۲    |
| ۱۲              | فرانسه (FRA)         | ۰   | ۴    | ۱    | ۵     |
| ۱۳              | مولدووا (MDA)        | ۰   | ۲    | ۳    | ۵     |
| ۱۴              | بریتانیای کبیر (GBR) | ۰   | ۰    | ۲    | ۲     |
| ۱۵              | آلمان (GER)          | ۰   | ۰    | ۱    | ۱     |
| ۱۵              | استونی (EST)         | ۰   | ۰    | ۱    | ۱     |
| ۱۵              | بلژیک (BEL)          | ۰   | ۰    | ۱    | ۱     |
| ۱۵              | لتونی (LAT)          | ۰   | ۰    | ۱    | ۱     |
| ۱۵              | هلند (NED)           | ۰   | ۰    | ۱    | ۱     |
| مجموع (۱۹ کشور) | مجموع (۱۹ کشور)      | ۴۵  | ۴۵   | ۴۵   | ۱۳۵   |

## کشورهای شرکت‌کننده
فهرست کشورهای شرکت‌کننده. در مجموع ورزشکار (زن، مرد) از ۳۷ کشور در این دوره مسابقات قهرمانی شرکت کردند.
- آلبانی (4)
- ارمنستان (11)
- اتریش (1)
- بلاروس (7)
- بلژیک (2)
- بوسنی و هرزگوین (1)
- بلغارستان (16)
- کرواسی (3)
- جمهوری چک (8)
- دانمارک (5)
- استونی (4)
- فنلاند (9)
- فرانسه (9)
- گرجستان (3)
- آلمان (8)
- بریتانیای کبیر (7)
- یونان (3)
- مجارستان (6)
- ایسلند (1)
- جمهوری ایرلند (3)
- اسرائیل (5)
- ایتالیا (10)
- لتونی (2)
- لیتوانی (4)
- مولدووا (12)
- هلند (1)
- نروژ (2)
- لهستان (18)
- رومانی (10)
- روسیه (19)
- صربستان (2)
- اسلواکی (5)
- اسپانیا (11)
- سوئد (2)
- سوئیس (1)
- ترکیه (21)
- اوکراین (16)